# Liste der Stolpersteine in Rottenburg am Neckar

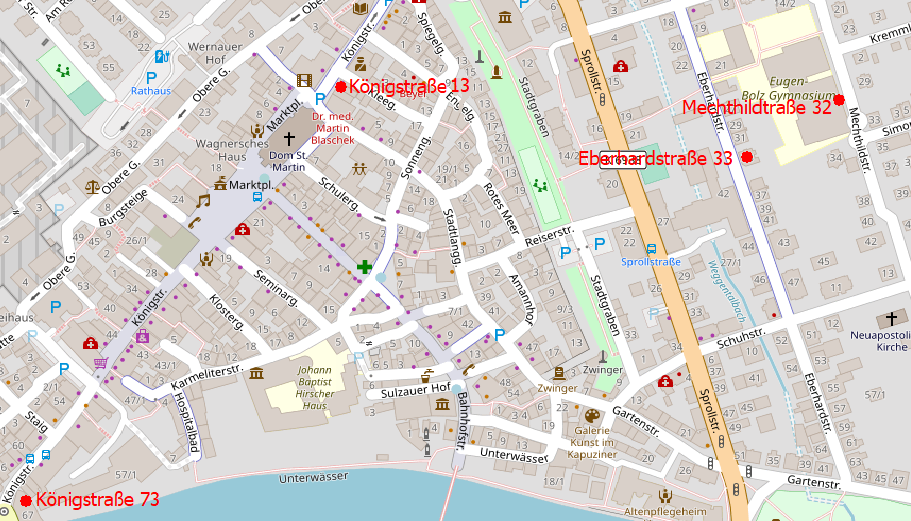
Stadtplan von Rottenburg

Die Liste der Stolpersteine in Rottenburg am Neckar enthält die Stolpersteine in Rottenburg am Neckar, gelegen im Landkreis Tübingen in Baden-Württemberg. Sie erinnern an das Schicksal der Menschen aus dieser Stadt, die von Nationalsozialisten ermordet, deportiert, vertrieben oder in den Suizid getrieben worden sind. Die Stolpersteine wurden von Gunter Demnig verlegt. Sie werden im Regelfall vor dem letzten selbstgewählten Wohnort des Opfers verlegt.
Die ersten Verlegungen in Rottenburg am Neckar fanden am 25. Juni 2014 statt.
Am 4. Juni 2024 wurde ein weiterer Stolperstein verlegt zur Erinnerung an Agnes Hozherr, die in Grafeneck im Zuge der „Euthanasie-Aktion "T4“ ermordet wurde. Weitere ca. 30 Menschen im Großraum Rottenburg wurden in der Aktion T4 ermordet.

## Verlegte Stolpersteine
In Rottenburg am Neckar wurden bisher elf Stolpersteine an fünf Adressen verlegt.
Die Tabelle ist teilweise sortierbar; die Grundsortierung erfolgt alphabetisch nach dem Familiennamen des Opfers.
| Stolperstein | Inschrift | Verlegort                                  | Name, Leben |
| ------------ | --- | ------------------------------------------ | --- |
|              | HIER WOHNTE GERTRUDE BAUER GEB. HORKHEIMER JG. 1902 FLUCHT 1939 ENGLAND USA                                                        | Mechthildstraße 32 Jetzt Turnhalle des EBG | Gertrude Bauer, geborene Horkheimer, wurde am 25. März 1902 geboren. Ihre Eltern waren der Fabrikant Albert Horkheimer und dessen Frau Rosa, geborene Levi. Sie hat einen jüngeren Bruder, Rudolf. Gertrude Horkheimer besucht die Elementarschule des Schulschwesterninstituts und anschließend die „Höhere Töchternschule“, ihr Wunsch ist es, Opernsängerin zu werden, Gesangsausbildung war ihr Hauptfach und sie lernte Klavier spielen. Sie heiratete 1921 den 1876 geborenen Siegfried Bauer, dieser wurde Teilhaber im väterlichen Geschäft. Ab 1922 wohnte das Paar in Frankfurt, 1931 wurde Tochter Lilian geboren. Die Familie lebte zuletzt in Rottenburg, zusammen mit Gertrude Bauers Eltern teilten sie sich ein Haus. Während der Reichspogromnacht 1939 wurde Horkheimers Ehemann verhaftet und im Zuge dessen ins KZ Dachau deportiert, erst im Dezember 1939 kam er wieder nach Hause. Bereits vor der Verhaftung von Siegfried Bauer war es in den Familien Horkheimer und Bauer zu Diskussionen bezüglich Auswanderung gekommen, Bruder Rudolf hatte das Land bereits verlassen. Nach der Rückkehr von Gertrude Bauers Ehemann aus der Haft wurden die Bemühungen Eltern und weitere Familienmitglieder von der Notwendigkeit der Auswanderung zu überzeugen verstärkt. Die schon älteren Familienmitglieder wollten nicht, fühlten sich in Rottenburg sicher genug. Siegfried Bauer wiederum stand unter Zeitdruck, er hatte sich verpflichtet innerhalb von drei Monaten nach der Entlassung aus dem KZ mit der ganzen Familie auszuwandern. Gertrude Bauer sträubte sich, doch ist dann doch einverstanden. Es gelingt eine Zusage für die USA zu erhalten, doch geht es den Nazis nicht schnell genug und sie müssen erstmal nach England auswandern, um dort auf die weiteren Papiere zu warten. Im März 1939 reisten sie ab, zuvor wurde ihnen der Großteil ihres Eigentums genommen. Ein Jahr muss die Familie in London warten, in der Zeit durften sie keiner Arbeit nachgehen, bis die restlichen Papiere da waren und im März 1940 schiffen sich Gertrude Bauer, ihr Mann und ihre Tochter in Richtung USA ein. In San Francisco kommen sie bei Verwandten ihres Mannes unter, da er sehr schlecht verdient, sucht auch Gertrude Bauer, ohne Englischkenntnisse, einen Zuverdienstmöglichkeit, so strickt sie Pullover, arbeitet dann als Putzfrau, in einer Männerhemdenfabrikation und dann in einer Fabrik, die Puppen herstellt. Im Sommer 1942 erhalten sie die Information, dass die Horkheimers abgeholt worden waren. Erst später erfuhren sie das Schicksal ihrer Familienmitglieder. |
|              | HIER WOHNTE LILIAN BAUER JG. 1931 FLUCHT 1939 ENGLAND USA                                                                          | Mechthildstraße 32                         | Lilian Bauer geb. 2. August 1931 in Stuttgart, Tochter von Gertrude und Siegfried Bauer Flucht. London vom 21. März 1939 bis 15. Februar 1940 Flucht. USA 15. Februar 1940 bis 22. März 1940. |
|              | HIER WOHNTE SIEGFRIED BAUER JG. 1886 FLUCHT 1939 ENGLAND USA                                                                       | Mechthildstraße 32                         | Siegfried Bauer geb. 17. Februar 1886 in Buttenwiesen; gest. 3. Januar 1963 in San Francisco, USA. Er war verheiratet mit Gertrude Bauer geb. Horkheimer, KZ Dachau von 10. November 1938 bis 13. Dezember 1938, vermutlich durch Bestechung entlassen, Flucht. London vom 21. März 1939 bis 15. Februar 1940, zuvor Enteignung von Firma, Vermögen und Besitz, Flucht. USA 15. Februar 1940 bis 22. März 1940. |
|              | HIER WOHNTE ROSA BERLIZHEIMER GEB. BURGER JG. 1870 ZWANGSEINGEWIESEN 1942 SCHLOSS ESCHENAU ERMORDET 14.3.1942                      | Königstraße 73                             | Rosa Berlizheimer geb. Burger wurde am 24. Dezember 1870 in Eichstetten geboren. Sie heiratete im November 1894 den Kaufmann Josef Berlizheimer, geboren am 29. März 1865 in Mühringen. Ihr Ehemann hatte wenige Monate vor der Hochzeit ein Haus in seiner Heimatgemeinde erworben. Das Paar bekam zwei Kinder, Sofie, geboren 1898, und Theodor, geboren 1899. Wegen der bessern Schulen dort übersiedelte die Familie 1907 nach Rottenburg am Neckar. 1917 erwarben sie das Haus Königstraße 73 in Rottenburg. Am 31. Oktober 1918, in den letzten Weltkriegstagen, fiel Sohn Theodor in Fontenay in Frankreich bei Rückzugsgefechten. Der Geschäftsbetrieb wurde nach Rottenburg übersiedelt. 1933 lebten noch elf jüdische Personen in der Stadt, darunter die dreiköpfige Familie Berlizheimer mit ihrem Herrenbekleidungsgeschäft in der Königstraße. Josef Berlizheimer wurde im Spätherbst 1933 Opfer eines Unfalls, er wurde von einem Güterzug erfasst, erlitt einen Schädelbruch und starb. Mutter und Tochter lebten in der Folge sehr zurückgezogen, die Fensterläden waren fast immer verschlossen. In den späten 1930er Jahren wurden Schritt für Schritt Vermögen und Besitz der beiden Frauen geraubt, gipfelnd in der Enteignung des Hauses. Im Spätherbst 1941 wurden Mutter und Tochter getrennt, die Tochter wurde von Stuttgart aus ins KZ Riga verschleppt und unmittelbar nach der Ankunft erschossen. Am Tag nach ihrer Ermordung wurde in Thorn eine von ihr verfasste Postkarte abgestempelt. Wahrscheinlich erfuhr die Mutter nie vom Tod der Tochter. Sie selbst musste, bereits gebrechlich und krank, zu einem fremden Ehepaar übersiedeln. Rosa Berlizheimer wurde am 3. März 1942 in das jüdische Zwangsaltenheim auf Schloss Eschenau verschleppt, eine Sammelstelle für spätere Deportationen. Aufgrund der Aufregungen, wohl auch wegen der schlechten Versorgungslage im kalten Schloss, starb sie bereits nach elf Tagen Aufenthalt´am 14. März 1943. Das Mobiliar wurde beschlagnahmt, alles persönliches Eigentum wurde versteigert. Sie wurde auf dem Jüdischen Friedhof von Affaltrach bestattet, ihr Grab trägt die Nummer 123. |
|              | HIER WOHNTE SOFIE BERLIZHEIMER JG. 1898 DEPORTIERT 1941 RIGA ERMORDET 2.12.1941                                                    | Königstraße 73                             | Sofie (oder Sophie) Berlizheimer geb. 24. Mai 1898 in Mühringen; gest. 1/2. Dezember 1941, vermutlich in Riga, Durchgangslager Stuttgart-Killesberg vom 28. November 1941 bis 1. Dezember 1941, zuvor Enteignung von Vermögen und Besitz. Transport von Stuttgart Nordbhf. ins KZ Riga am 1. Dezember 1941, dort. Massenerschießungen, für tot erklärt (Postkarte Thorn mit Stempel 2. Dezember 1941). |
|              | HIER WOHNTE ALBERTINE DIERBERGER GEB. DAVID JG. 1875 DEPORTIERT 1944 THERESIENSTADT BEFREIT / ÜBERLEBT                             | Königstraße 13                             | Albertine Dierberger, , geb. David geb. 4. April 1875 in Altkirch/Oberelsaß; gest. 23. Dezember 1948 in Rottenburg, jüdisch-„arische“ Mischehe mit Johann Dierberger, (1870–1939), angestellt bei der Fa. Junghans (Villingen, Venedig, Rottenburg), Sammellager (jüd. Mittelstelle) in Stuttgart, Hospitalstr. 36 vom 10. Januar 1944 bis 12. Januar 1944, KZ Theresienstadt vom 12. Januar 1944 bis zur Befreiung am 21. Juni 1945, Im Juli zurück nach Rottenburg. In der Ehingerlanggasse besaß das Ehepaar Dierberger ein Haus, in dem die Kinder zeitweise wohnten. Karlo Dierberger, geb. 11. November 1898 in Venedig; gest. Mai 1917 Tübingen, Karoline Bermond, geb. 1901 in Venedig, Heirat nach Toulon, Frankreich und Maria Michel, geb. 1905 in Venedig, Heirat 1927 nach Genf, Schweiz. |
|              | HIER WOHNTE ALBERT HORKHEIMER JG. 1873 DEPORTIERT 1942 THERESIENSTADT ERMORDET 26.9.1942 TREBLINKA                                 | Mechthildstraße 32                         | Albert Horkheimer, geb. 22. Juni 1873 in Rottenburg; gest. 26. September 1942 in Treblinka, verheiratet mit Rosa Horkheimer, geb. Levi, „Schutzhaft“ im Gefängnis Rottenburg vom 9. November 1939 bis ?, Durchgangslager Stuttgart-Killesberg von 19. August 1942 bis 22. August 1942, zuvor Enteignung von Firma, Vermögen und Besitz. Transport am 23. August 1942 von Stuttgart-Nordbhf. nach Theresienstadt, KZ Theresienstadt vom 23. August 1942 bis 26. September 1942, KZ Treblinka vom 29. September 1942 bis ?, für tot erklärt. |
|              | HIER WOHNTE FERDINAND HORKHEIMER JG. 1866 DEPORTIERT 1942 ERMORDET 19.10.1942 THERESIENSTADT                                       | Eberhardstraße 33                          | Ferdinand Horkheimer, geb. 4. September 1866 in Kirchhard; gest. 19. Oktober 1942 in Theresienstadt, verheiratet mit Jenny Horkheimer geb. Levi, „Schutzhaft“ im Gefängnis Rottenburg vom 9. November 1939 bis ?, Durchgangslager Stuttgart-Killesberg von 19. August 1942 bis 22. August 1942, zuvor Enteignung von Firma, Vermögen und Besitz. Transport am 23. August 1942 von Stuttgart-Nordbhf. nach Theresienstadt, KZ Theresienstadt vom 23. August 1942 bis 19. Oktober 1942. |
|              | HIER WOHNTE JENNY HORKHEIMER GEB. LEVI JG. 1870 DEPORTIERT 1942 ERMORDET 26.3.1943 THERESIENSTADT                                  | Eberhardstraße 33                          | Jenny Horkheimer, geb. 9. Februar 1870 in Frankfurt/M.; gest. 26. März 1943 in Theresienstadt, verheiratet mit Ferdinand Horkheimer, Durchgangslager Stuttgart-Killesberg von 19. August 1942 bis 22. August 1942, zuvor Enteignung von Firma, Vermögen und Besitz. Transport am 23. August 1942 von Stuttgart-Nordbhf. nach Theresienstadt. KZ Theresienstadt vom 23. August 1942 bis 26. März 1943 |
|              | HIER WOHNTE ROSA HORKHEIMER GEB. LEVI JG. 1879 DEPORTIERT 1942 THERESIENSTADT ERMORDET 26.9.1942 TREBLINKA                         | Mechthildstraße 32                         | Rosa Horkheimer, geb. 11. Januar 1879 in Frankfurt/M.; gest. 26. September 1942 in Treblinka, verheiratet mit Albert Horkheimer, Durchgangslager Stuttgart-Killesberg von 19. August 1942 bis 22. August 1942, zuvor Enteignung von Firma, Vermögen und Besitz. Transport am 23. August 1942 von Stuttgart-Nordbhf. nach Theresienstadt, KZ Theresienstadt vom 23. August 1942 bis 26. September 1942, KZ Treblinka vom 29. September 1942 bis ?, für tot erklärt |
|              | HIER WOHNTE Agnes Holzherr JG. 1906 EINGEWIESEN Heilanstalt ROTTEI/MÜNSTR VERLEGT 25.9.1940 GRAFENECK ERMORDET 25.9.1940 AKTION T4 | Königstraße 65                             | Agnes Holzherr, geb. 15. Oktober 1906 in Rottenburg am Neckar; gest. 25. November 1940 in Grafeneck. Agnes Hozherr war die Tochter von Karl Holzherr (Friseur Königstraße 65) und Eleonore geb. Baur. Sie wurde am 15.10.1906 geboren, eingewiesen in die Heilanstalt Rottenmünster, „verlegt“ und ermordet am 25.09.1940 in Grafeneck. |